# Station Ústí nad Orlicí
Station Ústí nad Orlicí is een belangrijk spoorwegstation in de Tsjechische stad Ústí nad Orlicí, in de gelijknamige gemeente. Bij het station komt een spoorlijn uit het noorden uit op de grote spoorlijn 010, die van Praag naar het oosten loopt.

## Treinverkeer
De volgende spoorverbindingen gaan vanaf/naar het station Choceň:
- lijn 010: Ústí nad Orlicí - Pardubice - Kolín (verder naar Praag)
- lijn 010: Ústí nad Orlicí - Česká Třebová (verder naar Olomouc en Brno)
- lijn 024: Ústí nad Orlicí - Letohrad

Kolín · Kolín dílny · Starý Kolín · Záboří nad Labem · Týnec nad Labem · Kojice · Chvaletice · Řečany nad Labem · Lhota pod Přeloučí · Přelouč · Valy u Přelouče · Pardubice-Opočínek · Pardubice-Svítkov · Pardubice hlavní nádraží · Pardubice-Pardubičky · Pardubice-Černá za Bory · Kostěnice · Moravany · Uhersko · Sedlíšťka · Zámrsk · Dobříkov u Chocně · Sruby · Choceň · Brandýs nad Orlicí · Bezpráví · Ústí nad Orlicí · Ústí nad Orlicí město · Dlouhá Třebová · Česká Třebová
Ústí nad Orlicí ↔ Dolní Libchavy ↔ Černovír ↔ Lanšperk ↔ Hnátnice ↔ Dolní Dobrouč ↔ Letohrad